# 尾浦
尾浦（おうら）は、宮城県牡鹿郡女川町の大字。郵便番号は986-2202。人口は111人、世帯数は43世帯。
旧陸奥国牡鹿郡女川組尾浦、陸前国牡鹿郡女川組尾浦、陸前国牡鹿郡女川組尾浦、桃生県牡鹿郡女川組尾浦、石巻県牡鹿郡女川組尾浦、登米県牡鹿郡女川組尾浦、仙台県牡鹿郡女川組尾浦、宮城県牡鹿郡女川組尾浦、宮城県牡鹿郡女川村大字尾浦を経て現在の住所となった。

## 地理

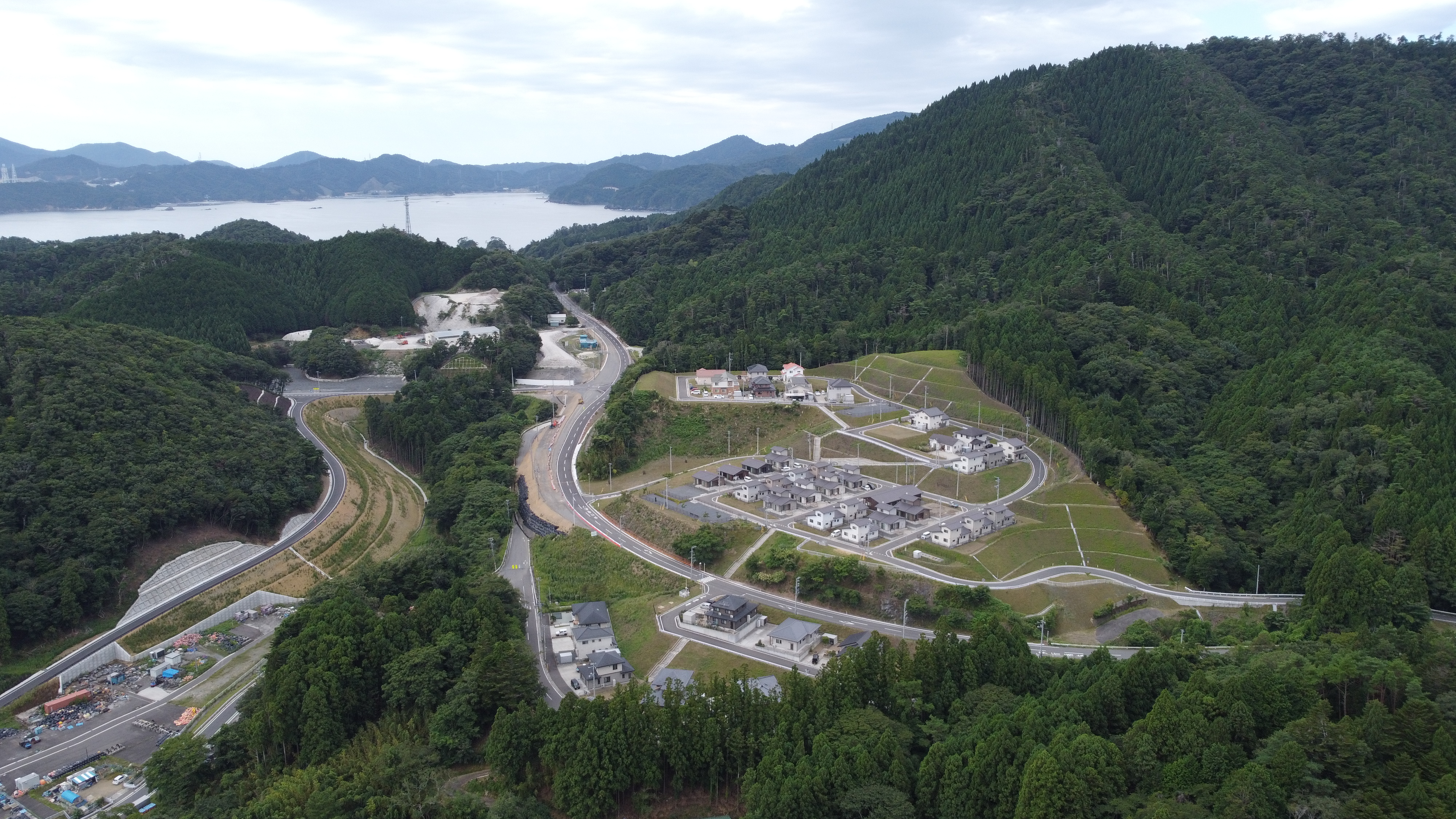
上空から見た尾浦

女川湾口の北方、出島に面した突出した半島の中程に湾入した浜に位置する。古代に千葉大王の王子が漂着したことにちなむ地名に宮郷（みやこ）・台（だい）・御殿峠などがある。宮郷（みやこ）は王子が漂着した地で、台は御殿を営み居住したところとされている。尾浦という地名も千葉大王が漂着した為で、昔は”王浦”と呼ばれていて後に”大浦”になったという。王子が雄勝半島に移ると、移転先が大浜（王浜）と称されるようになり、”大浦”は現在の尾浦になったという。この伝説のため、尾浦には千葉姓が多いとされている。地名の由来には他に「大きな魚が揚がった時のその尾から尾浦になった」との伝承もある。女川浜方面から尾浦に越える御殿峠は護天峠とも書かれる。

## 歴史

### 縄文時代

#### 尾浦貝塚
羽黒神社から東方に東西300m×南北100mの範囲の舌状台地に立地している。遺跡の主体部は、丘陵裾部の北東斜面の標高10m前後の平坦な畑部分で、縄文時代前期・中期・後期の土器が散布している。他にも神社寄りの台地の付け根付近からは土師器や須恵器などの平安時代の遺物が確認されている。また、人工物以外にも貝殻や方孔石などの自然物も採集でき、縄文時代の貝層が山際の地中深くにある。この貝層は、上層が混土貝層で下層が純貝層となっていると云う。

### 古代
尾浦の属する牡鹿郡がはじめてみられたのが753年（天平勝宝5年）のため、牡鹿郡が設置されたのはこの時以前で、牡鹿柵を設けた737年（天平9年）以降と推測されている。当時、女川町がどのように開拓されたかは詳かではないが、尾浦の「千葉大王」が当時を語る伝説として残っている。この伝説に関して安永風土記によると、尾浦は神亀年中（724～728年）天竺釈旦国千葉大王の王子が空船に乗り当国に漂着。この船が尾浦に流れ着き、王子が船から御上がりになられたため、その節”王浦”と称したと云う。また、ここに永住の御殿を営んだと伝えられている。その後、中古文字を改めて”大浦”と唱えたが、時代の流れと共に”尾浦”となった。尚、その末裔とされる千葉氏は現在雄勝町大浜に居住し、その伝説などを伝承している。

### 中世
女川町の村々には中世の古碑が現存していて、その全てが仏教関係の供養碑。安永風土記には、尾浦にある古碑として1400年（応永7年）2月の碑が記録されている。高さ5尺5寸（約160cm）・幅2尺2寸（約60cm）の石碑で右面に「応永七年二月」とある。また宮城県史（金石志）では、1309年（正安4年）の古碑が記録されていた。

### 近世
江戸時代中期の「安永風土記」によると、 1773年（安永2年）時点の人口規模は29戸（加えて寺1戸）174人（男90人/女84人）。また現代における町村長や区長にあたる「肝煎」は勘右衛門が担当していたとある。また、同史料の「代数有之御百姓」によると尾浦には12代・14代続いた家が記録されている。12代続いたのは彦四郎（安永当時の氏名）で初代は千葉王蔵。14代続いたのは喜八郎で初代は鈴木宮内。安永の頃に氏があったのは大肝煎の丹野勇吉のみだったが、どの御百姓も初代は鈴木・木村・阿部・小山など氏のない者はなく、東夷征伐などで来て土着した武士だったと推測されている。
近世、幕府や藩が封建制度を整備したが、財政の基礎は農民の年貢によって賄われていた。そのため、近世における階級制度の「士農工商」では”士”の次に農が置かれながらも政策は厳しいものだった。農民はその居住地を変えることは許されず、衣食住全てにおいて制限され、「死なぬように生きぬように」と取り立てられた年貢によって武士は生計を立て、これにより幕藩制は維持されていた。尾浦のあった仙台藩は侍の数が多かったことから政宗の時代から財政難で、年貢米や農民から買い上げた米を江戸・大阪で売った金で賄われた。しかし参勤交代による江戸生活での出費が嵩んだため倹約令をだしたり、農民に御条目という心得書を出したりした。また僅かな田畑を持つ農民を本百姓に戻し取り立て年貢の増収を図っていた。当時の様子がわかる尾浦の史料に、1715年（正徳5年）の「表御百姓取り立て願」残っている。当史料には、旧来土地台帳に記載され年貢が納められていた土地「本地」と、土地台帳に記載がなかったがこれから新たに年貢の対象となる開墾地と推測される「新田」が記録されている。

### 近代

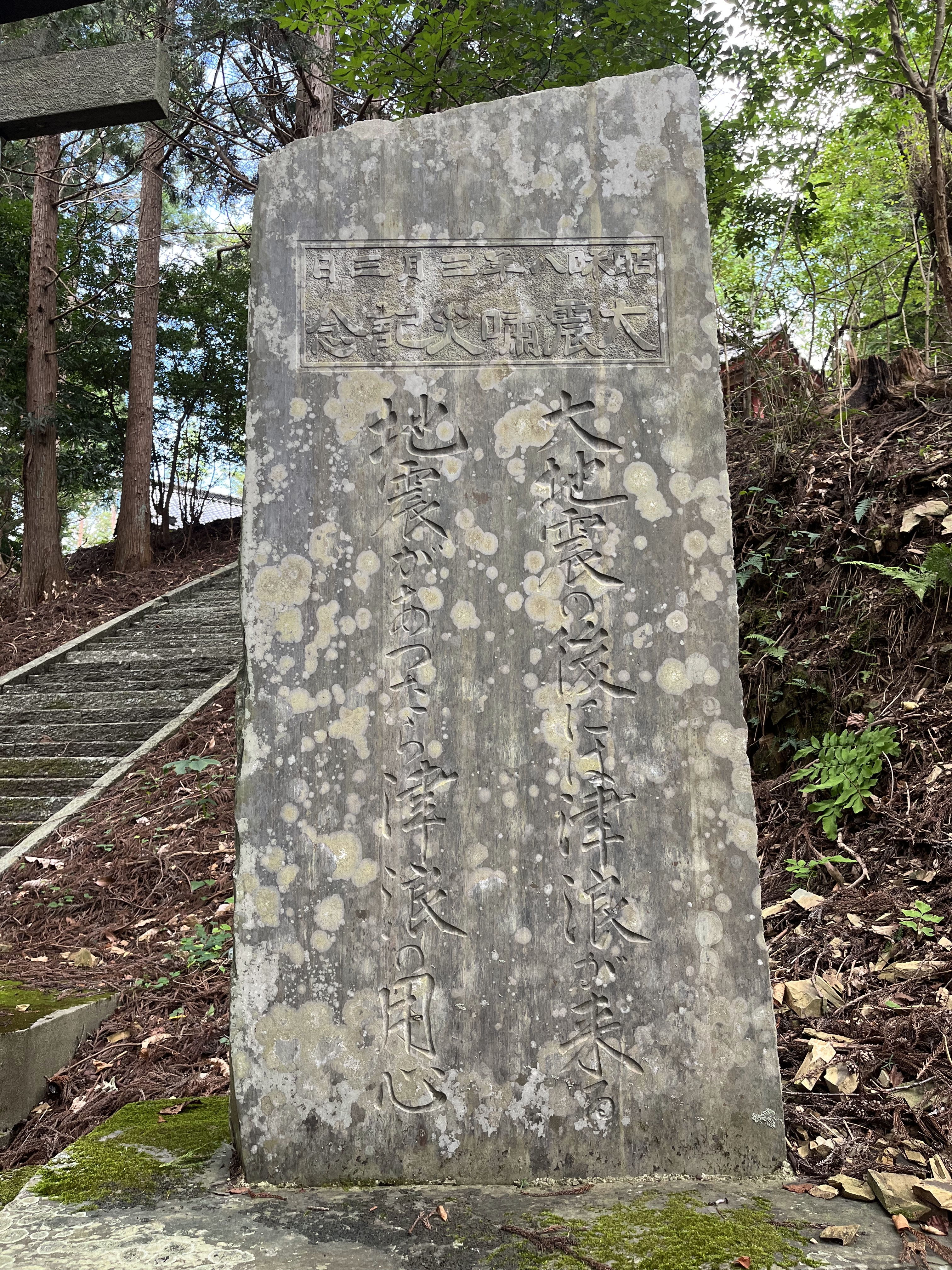
三陸地震の津波記念碑

近代に入り明治政府は東北地方に開港場の設置を図り、その計画の1つが野蒜港でもう1つが女川港だった。野蒜港に関して、1878年（明治11年）7月に野蒜築港の起工まではしたが、波浪による土砂の埋没が酷かったため、1884年（明治17年）に放棄され成功するに至らなかった。それに対して女川港であるが、記録は残っていないものの藩政時代から女川港の築港並びに女川地峡の開墾に関する唱道があったとの伝承があった。1878年（明治11年）には工事費用40万円を投じて女川港を修築する計画の会見が行われた。尚、この内容を詳かにする文書は確認されていない。その8年後の1885年（明治18年）5月、英国東洋艦隊司令官長ハミルトン中将が艦隊を率いて女川湾に仮停泊。尾浦や出島などの湾内の様子を視察し軍艦の停泊地として良好な湾港であることを声明。ちょうど野蒜築港が失敗した後のことで、さらに海軍内でも女川湾を有望と唱えるようになったため政府は同湾の実測を命じ築港の計画を進めた。翌年の1886年（明治19年）1月には山縣内務大臣より女川湾築港着手の件が閣議に提出されたが財務の問題により実現には至らなかった。

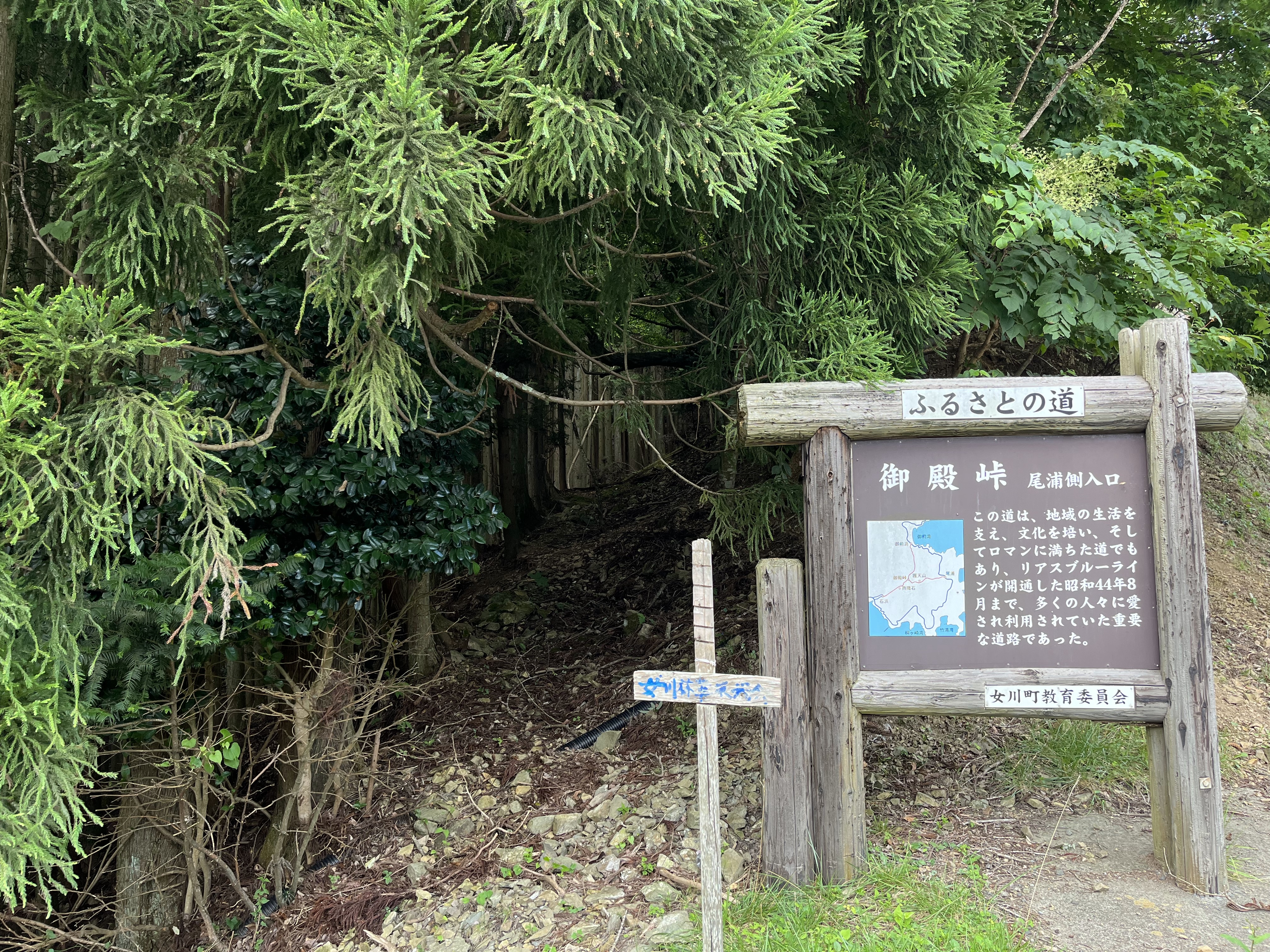
御殿峠

1919年（大正8年）4月に交付された道路法に基づき実地調査が行われ、翌年3月に女川村長の名で村道路線が定められた。そのうちの1つに女川村石浜から桐ヶ崎・竹浦・尾浦を経て御前に至る村道が挙げられている。また1921年（大正10年）2月20日に提出された「村道路線指定の件」では、尾浦を起点とし御殿山峠に至る村道1路線と石浜・御前を起点とし尾浦を終点とする2路線の計3路線が記録されている。
1879年（明治12年）2月10日、女川に初めて郵便局が設置された。1882年（明治15年）10月3日から電話開通の取り扱いが始まると、1887年（明治20年）に尾浦で電話の架設が行われた。 
1907年（明治40年）頃に初めて女川警察署の前身となる石巻警察署女川駐在所が開設。その後、女川地方の水産業並びに水陸交通が発達したことで人口が急激に増加。村制を施行した1888年（明治21年）時点で人口3,681人だったが、約40年で8,430人（1926年4月時点）という状態だった。そのため、1926年（大正15年）4月に村制から町制を施行。女川駐在所は同年6月の告示第389号をもって女川巡査部長派出所に昇格。これに伴い尾浦に駐在所が設けられた。尚、1937年（昭和12年）に尾浦駐在所は石浜駐在所に改称されている。
太平洋戦争が激烈となり国内でも空襲被害を見るようになると、女川町の御殿山一帯に電波探知機が張られた。電探機は尾浦の羽黒大権現跡（尾浦御殿跡）付近を中心に約10ヶ所に塔が建てられ、これをもって敵機の空襲の予知を図った。この電探機施設のコンクリート土台の一部分が羽黒大権現跡付近の平地に残っている。

### 現代

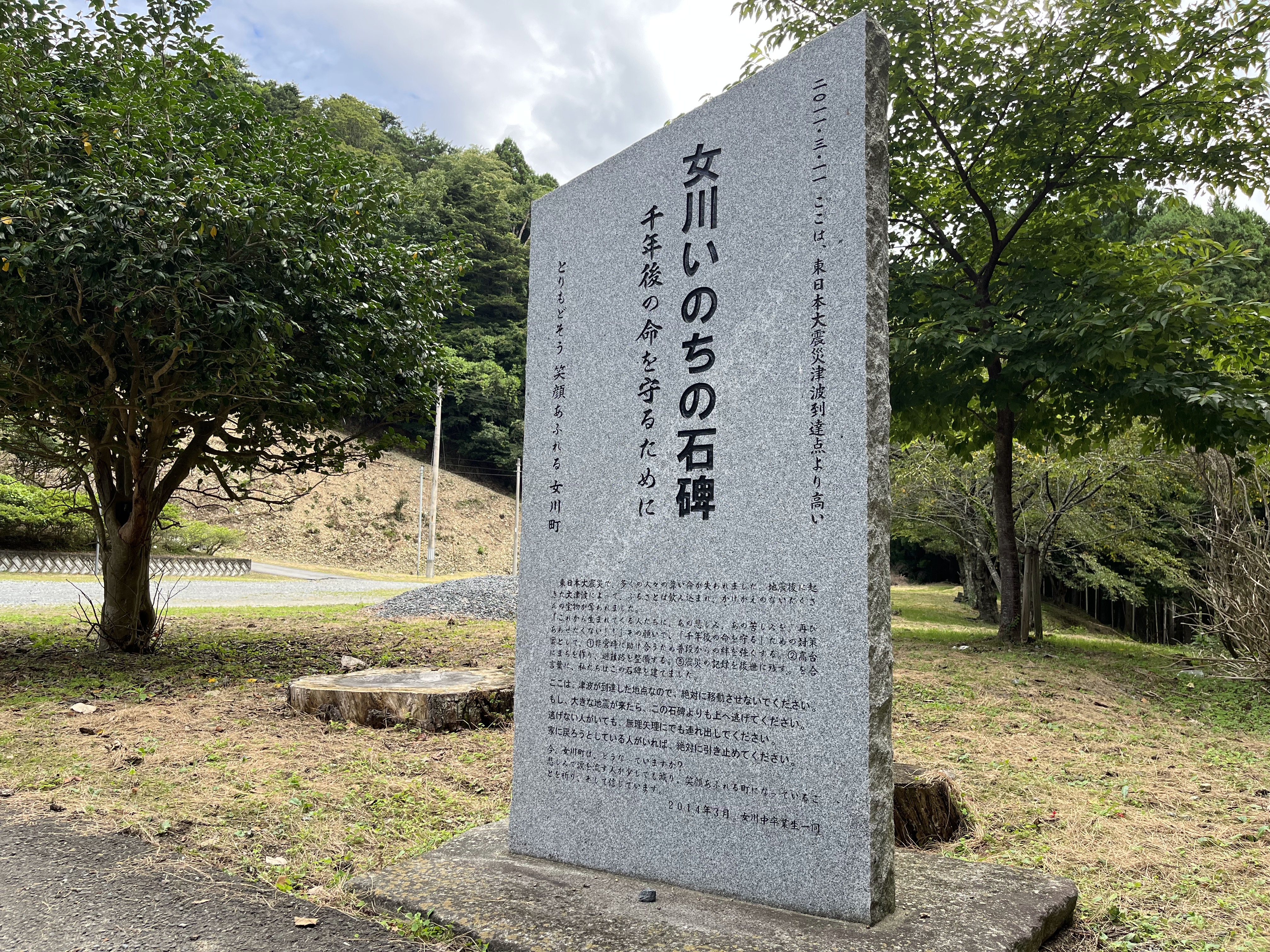
女川いのちの碑

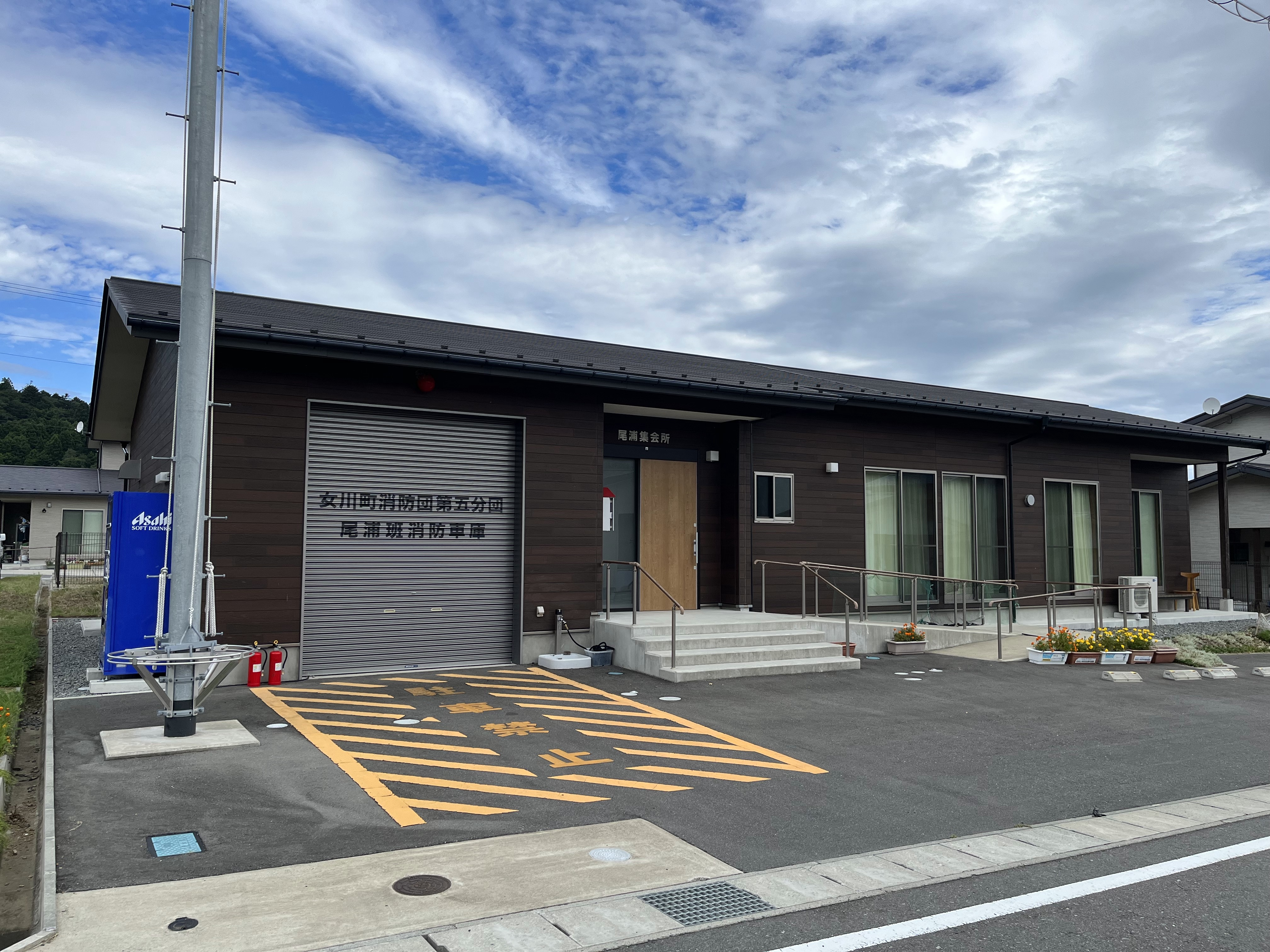
尾浦集会所

1946年（昭和21年）3月23日、尾浦・雄勝方面行きの金華丸（22t余り）に浸水し103名が死亡する海難事故が発生。この事故には1944年（昭和19年）頃に30t近い堅牢な運搬船・漁船の大部分が徴用され軍需物資等の運搬に当てられた時代背景があり、当時30tに満たない22t余りの船に約230人が乗るような交通事情だった。この事故で尾浦の者も男1名・女4名が亡くなっている。尚、生存者も調査されており尾浦の男1名・女2名が生き残った。
1949年（昭和24年）6月1日、尾浦浜製材所で火災が発生。住宅38棟並びに非住宅36棟が全焼。原因は放火によるもので損害は1億2000万円に上った。
1952年（昭和27年）に行われた調査によると、尾浦の90%以上（97戸のうち88戸）は水産業を生業としていた。また水産業といえど単一産業だけでは生活の維持が難しかったため各戸ごとに牡蠣養殖・乗船乗組・定置網・小漁など数種類の仕事を兼ねていた。尾浦では、水産業以外にもガス電気業（1戸6名）・商業(1戸6名）・公務団体や自由業（4戸23名）などによって生計がたてられていた。尚、無業者は3戸13名と近郷の中では比較的多かった。

## 交通
女川町において、陸上での道路・鉄道・自動車等による交通はあったものの、多くの離島や港湾がある地理的要因から、船舶による海上交通が重要な交通手段だった。そのため、住民の移動や貨物の運送などの港や島との連絡は主に海上交通が役を担っていた。女川港を中心とする定期航路は7航路あり、そのうち寄港地に尾浦があったのは女川汽船株式会社の「女川 - 雄勝」航路のみだった。代表船は黄金丸（28.62t）で寄港回数は1日1回。

## 教育

### 鈴木塾（寺子屋）
明治維新前後の女川地方における寺子屋教育は、女川組20浜中9ヶ所に私塾が開設される状況だった。仙台地方の寺子屋の特色として師匠に武士が多かったことが挙げられ、女川にあった寺子屋も何も武士が教師を務めていた。尚、師匠を務めた武士のほとんどは大身でなく、大抵は郷士・陪臣・その他微禄の士分の者だった。尾浦にも鈴木塾という寺子屋があり読書や習字が教えられていた。開業したのは嘉永年間（1848～1854年）で1869年（明治2年）に廃業している。教師は士の身分であった鈴木租登が務め5名（明治2年時点）の生徒に教えていた。

### 尾浦小学校（女川第三小学校）

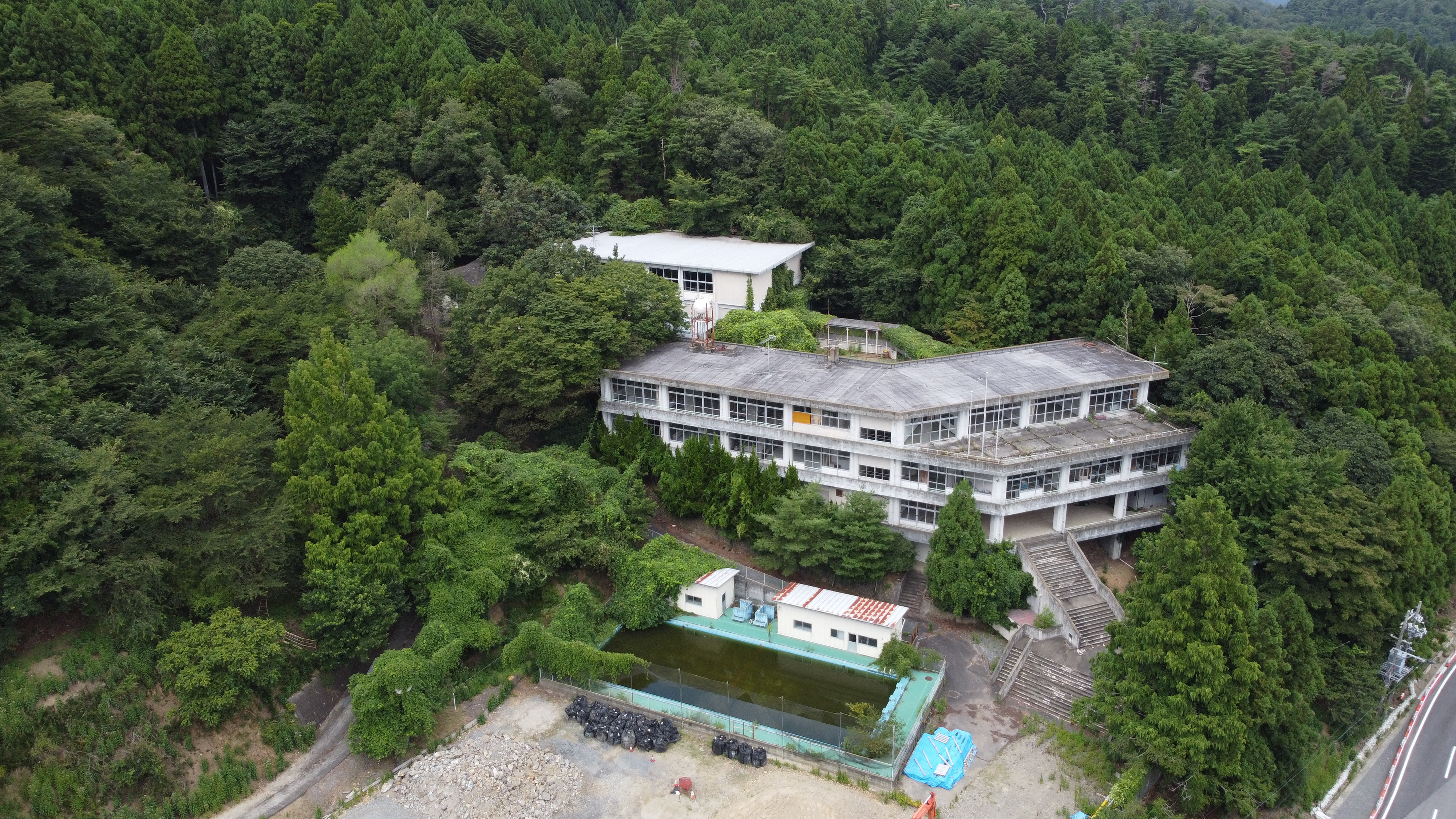
上空から見た尾浦小学校（女川第三小学校）

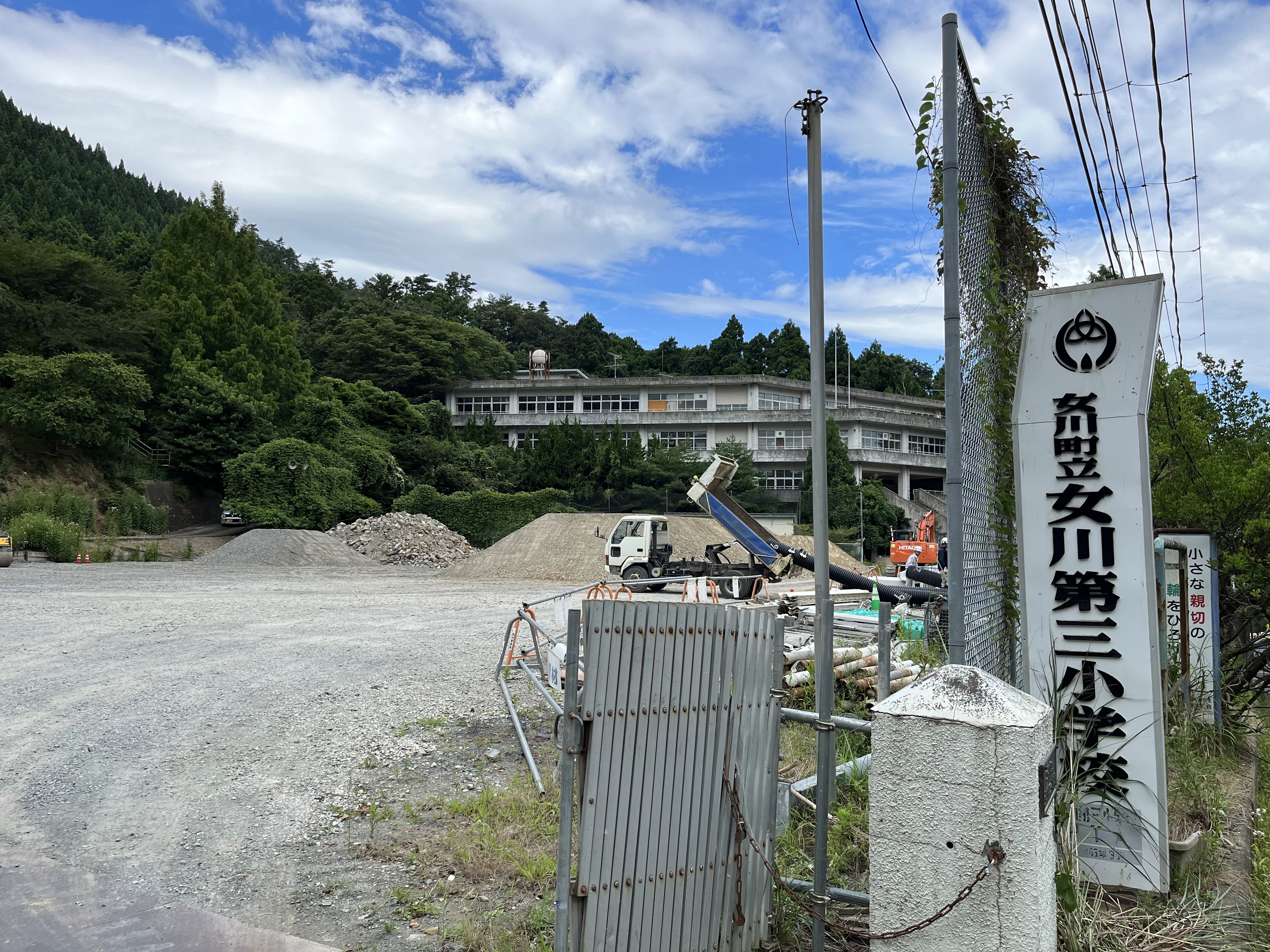
女川第三小学校

近代に入り学制が公布されると、1873年（明治6年）5月に尾浦小学校（女川第三小学校）が設置された。当初、第七大学区第二中学区百一番石浜小学校として、護天山保福寺を校舎に充て、遠藤重吉が仮教師とし発足された。後に校舎を尾浦に移すこととなり尾浦小学校に改称し、白石与雄が教育にあたることとなる。当時の通学区域は尾浦・竹浦・桐ヶ崎・石浜・宮ヶ崎・御前浜・指ヶ浜の7区で生徒数は90名。1884年（明治17年）、尾浦小学校本校を保福寺東南に位置する高台の行屋に移転。また支校を竹浦と御前浜に置いた。1887年（明治20年）には行屋跡に校舎を新築。同時期に竹浦・御前浜支校を出張所とした。小学校令が改正された1892年（明治25年）には女川尋常小学校の分教場となるが、1905年（明治38年）3月に出島分教場と共に一時的に独立し尋常小学校となっている。再度、1909年（明治42年）4月に独立し尾浦尋常小学校を称し、御前浜に分教場を校舎を改築し設置。1928年（昭和3年）3月には本校に高等科を併置したことで尾浦尋常高等小学校に改称し、翌年には校舎の増築と校庭の拡張をした。1937年（昭和12年）12月、本校に青年学校通信制女子部を併置。翌年4月には校舎の裏山に農業実習地を設置した。1941年（昭和16年）4月1日に国民学校令が公布され尾浦国民学校に改称。その後、学級増加もおこなったことで、1945年（昭和20年）4月時点で計9学級となった。終戦後の1947年（昭和22年） の学生改革により女川町立尾浦小学校に戻り、1945年（昭和28年）に女川第三小学校に改称された。

### 女川第一中学校尾浦分校
1947年（昭和22年）に女川第一中学校が開設に伴い、尾浦に分校が置かれた。しかし1966年（昭和41年）3月に尾浦分校は廃止。その為、第三小学区（尾浦小学区）の通学生に対して通学交通費の二分の一が町費から補助された。

## 寺社

### 羽黒神社
羽黒神社は尾浦に位置する神社。祭神は倉稲魂命。起源は不詳で、1874年（明治7年）4月に村社として挙げられている。昔は護天山の頂上付近に羽黒大権現奥院があったとされ、近郷の石浜・桐ヶ崎・竹浦・御前浜・指ヶ浜などの祭祀を担った修験者が常在していたという。尚、現在はその場所に石碑が建てられている。 1930年（昭和5年）10月10日、牡鹿郡女川町字尾浦26-1に移転。1961年（昭和36年）に釣鐘と釣鐘堂が奉納され、2年後には大鳥居が修復され片竿が取り替えられた。昭和40年代には社殿・神輿が立て続けに修復され、1969年（昭和44年）には神輿堂が新築された。また1987年（昭和62年）に狛犬台座が修復された。
羽黒神社の鳥居右脇には尾浦地区の昭和8年津浪記念碑が建立されている。高さ約182cm・幅約82cm・奥行約19cmの石碑で、碑面には他地区の津浪記念碑同様に「大地震の後には津浪が来る　地震があったら津浪の用心」と記されている。　

### 保福寺

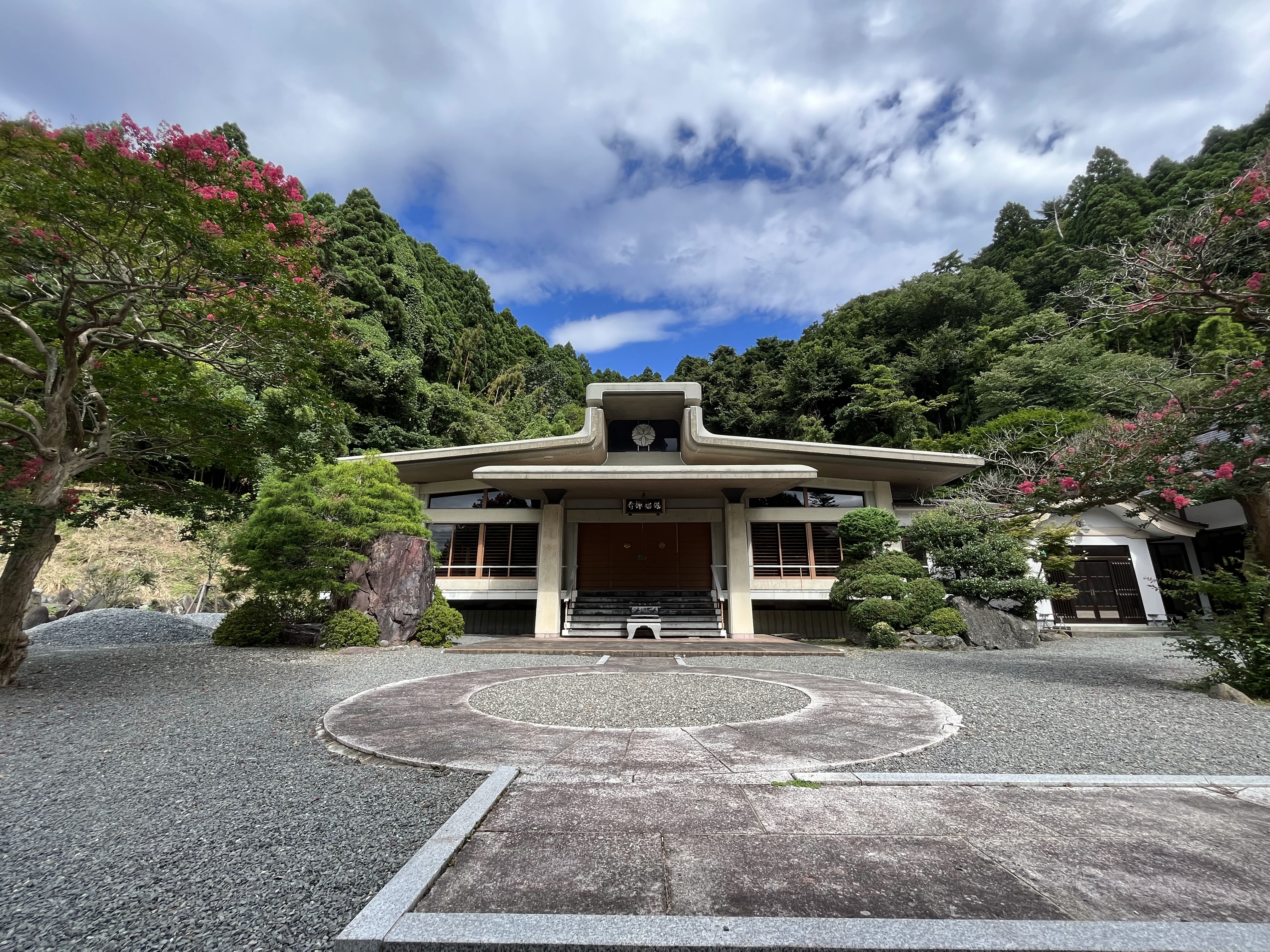
保福寺

保福寺は、尾浦地内に位置する曹洞宗（月泉派）の寺院で、同町浦宿にある照源寺の末寺。本尊は聖観世音菩薩。詳細な起源は明らかとなっていないが、本山の照源寺二世和尚が開山したと云われている。尚、前述した保福寺に関する本尊・由緒等について住職の哲義師から指摘があり、「女川町誌続編」で訂正が行われた。続編によると、本尊は寛文13年山城国洛陽（京都）の仏師山路四郎重直作の阿弥陀如来（木造乾漆金塗金座像）。脇侍として観世音菩薩・勢至菩薩が挙げられている。由緒にかんしては天台寺附行流寺、虚無僧寺、修験寺として開創したとされている。また照源寺の記録によると、1522年（大永2年）2月13日に照源寺二世天産舜易和尚が曹洞宗に改創したとされる。
1862年（文久2年）正月14日に大火に見舞われ文書が焼失した為、開創以前については不詳。しかし、境内に1279年（弘安2年）の古碑があること、1773年（安永2年）時点で尾浦の肝煎が14代目であったこと、開創当初は寺が護天山上に位置したとの伝承から開創は現代から800年以前と推定されている。尚、文久2年の大火後の再建の際、交通事情により出島・寺間の檀家は離檀した。1975年（昭和50年）に本堂がRCコンクリートに、1985年（昭和60年）には木造2階建ての庫裡が新築され、1989年（平成元年）境内が整備された。また、庫裡が新築された年に宮城路百八地蔵尊八十一番霊場となっている。

## 産業

### 漁業

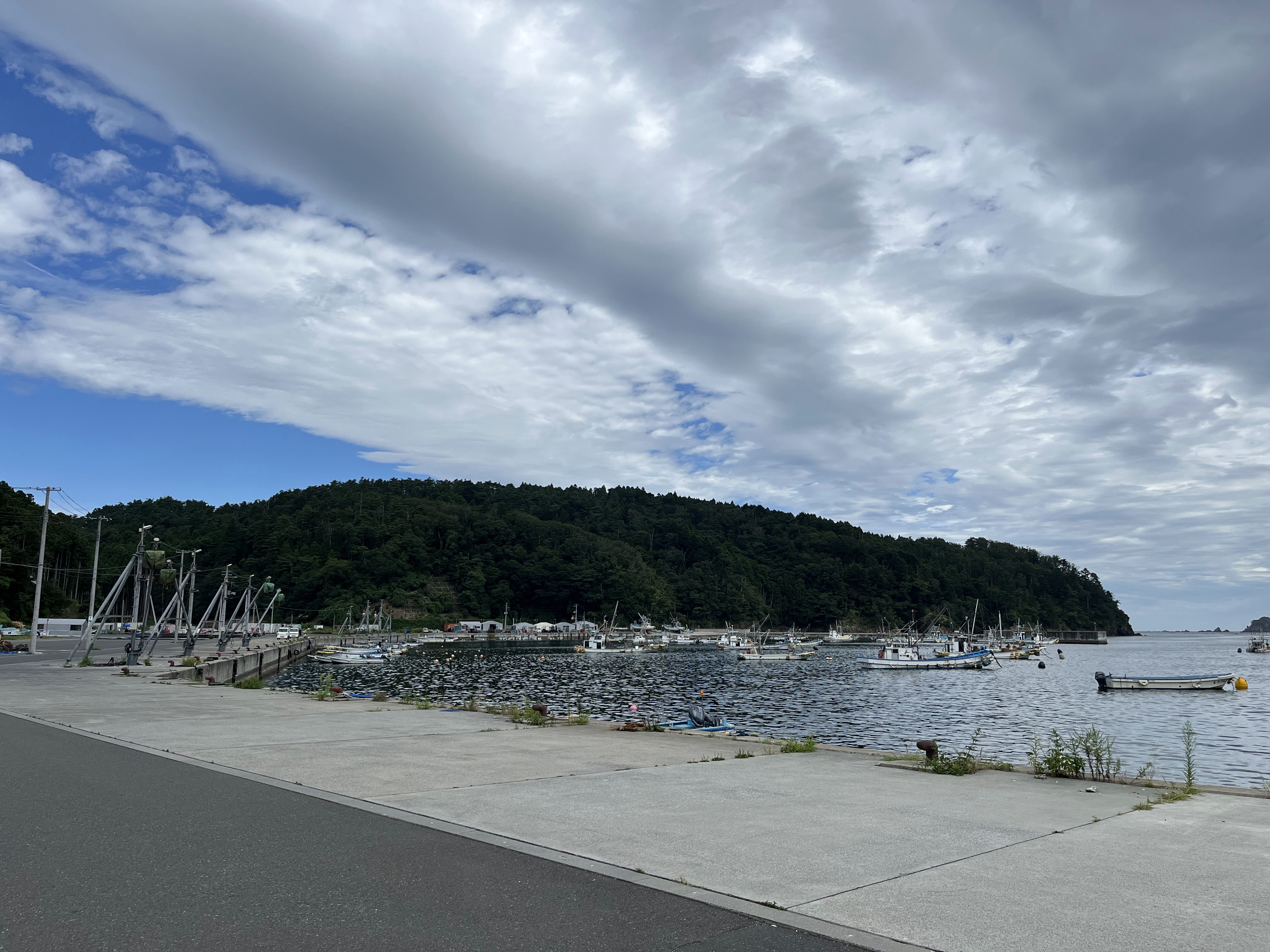
尾浦漁港

明治初期から中頃に発達期を迎えた女川地方における漁業は、明治後期から大正・昭和への移り代わりと共にさらに発展していった。女川町会議録報告からその様子が窺える。1913年（大正2年）、尾浦などの4ヵ村に水産節製造教師4名が静岡から招聘・配置され指導が行われた。しかし原料が不十分だった為、上等な製品を出すことができなかったという。 また1933年（昭和8年）、鰯揚操網漁業が有望であると漁業組合が指導奨励され、低利資金27,000円の融通により尾浦などの漁業組あいに設備された。 1936年（昭和11年）には時局匡救事業として、尾浦漁業協同組合に対して船揚場の工事施行が計画され、補助金4800円が交付の指令を女川町が受けた。また翌年にも農山漁村応急施設助成金申請中だった同組合に関して交付指令を受けている。漁業の発展は尚も続き、1939年（昭和14年）には海鼠や根魚などの増産を図る魚巣施設を、翌年（昭和15年）にも海鼠の増産のため組合地先に増産施設を実施した。
大正初期以前までの時代、女川町の漁船は全部無動力の和船型船が使用されていた。しかし1916年（大正5年）以降は漁船に動力が使用されるようになり、動力化は急速に普及。この動力化には相当な資金を要したが、そのほとんどが石巻の魚商・個人金融業者から融通されたという。その返済は漁獲物によってなされる契約が結ばれ、水揚額の大部分が返済に当てられていたとされる。しかし、大正末期の頃に鰹漁業が非常な不漁に直面し、多くの漁船が返済不可能になり半数は倒産したという。当時の女川町の記録によると尾浦の鰹漁業の経営者は5人いたとある。
1957年（昭和32年）時点で女川町内には8つの漁業協同組合が組織されていた。尾浦にも女川町尾浦漁業協同組合（組合員数90人）があり、他組合と違い組合員構成部落が尾浦単独だったため比較的組合員数が少なかった。（女川町誌 363p）また1953年（昭和28年）時点の尾浦の漁業営業者は鈴木勝雄の1名。主漁業を鰹鮪一本釣とし船名は第一共和丸（82.24t・木製）。尚、鈴木勝雄は昭和31年度に町会議員を務めている。
1931年（昭和6年）に勧業銀行による低利資金の融資を各漁業組合が受けたことで、翌年にはいわし・さば・あぐりあみ漁業が尾浦などの漁業協同組合で始められた。当初5ヶ統10隻が操業されたが、1937年（昭和12年）頃の不漁や1939年（昭和14年）頃の支那事変による徴用により沈没した。

#### 小型動力船・定置網経営者
女川町各部落の中層漁業者を形成していたのが定置網漁業並びに小型船だった。定置網漁業は、尾浦部落の者が出島地先別当浜にて数百年前に綱網を用いて始めたとされている。これに関する伝説では、平家の落人又は百済王が別当浜に漂着した際にマグロ群の遊泳状況を見て定置網を考案し、尾浦部落の漁民にその方法を指導し始めたと云う。そのため出島地先で定置網漁が行われるが代々尾浦部落民が漁業権を所有し、昭和中期に至っても同様に経営が行われていた。尚、1950年（昭和25年）の漁業法改正により入漁となった。尾浦以外の部落が定置網を始めるようになったのは大正初期になってからで、当時はマグロも定置網で相当漁獲されたと云うが、漁船の動力化以降はマグロなどの漁獲量は減少し鰹餌・鰯が主となった。小型船漁業は、3～５tの漁船を従事者７名余りで経営していて、季節によって多岐にわたる漁業活動をしていた。随時魚の回遊状況・海況などの自然条件・資材魚価などの経済的条件を考慮し、計15種の漁具から選定し多角的に操業が行われていた。昭和初年の鰹鮪漁船の大没落に伴い、出島や寺間の船長が下船失職し小型船を建造したのが始めとされている。このような小型船は家族経営であることが多く、人員不足は親近縁故の漁家から補填されていた。尾浦でも小松鶴寿（第一稲荷丸）・小松蓮雄（金栄丸）・阿部与四郎（稲荷丸）の3名が小型船経営を行っていた。

### 農業
近世において、農民の労働力が封建社会体制を支える基礎となっており武士階級の経済的基礎は農民の年貢によって賄われていた。よって農民の勝手な農業放棄や転業はその基礎を危ぶめるもので、農民の移転や職業選択の自由は禁じられていた。享保年間に行われた検知では、尾浦の石高は1貫495文となっている。1872年（明治5年）8月に政府が職業選択の自由を許した後の農家の戸数は、1874年（明治7年）と1952年（昭和27年）のどちらも0だった。

## 文化

### 方孔石
方孔石は、竹浦・尾浦方面の海岸でみられる菱形に穴の空いた小石。1901年（明治34年）に方孔石の名で地質学会に報告された。たまたま仙台を訪れていた地質調査所技師大築洋之助が、この石を偶然知ったと云う。 大築洋之助によると、この石の穴はもともと玄能石が埋めていて、長い年月をかけて溶けた結果穴があいたと云う。1927年（昭和4年）の北海道大学の現地調査では、方孔石が中生代（ジュラ紀）の凝灰質頁岩層中に含まれる事が判明。また女川町出島の四子館貝塚調査が行われた際、かなりの数の方孔石が出土したことから、縄文時代の人々がこの石を使用していたと推測されている。